# Villamblard
Villamblard (okzitanisch: Vila Amblard) ist eine französische Gemeinde mit 870 Einwohnern (Stand: 1. Januar 2022) im Département Dordogne in der Region Nouvelle-Aquitaine (vor 2016 Aquitanien). Sie gehört zum Arrondissement Périgueux und zum Kanton Périgord Central.

## Geographie
Villamblard liegt etwa 18 Kilometer nordnordöstlich des Stadtzentrums von Bergerac und etwa 22 Kilometer südsüdwestlich von Périgueux im Périgord. Umgeben wird Villamblard von den Nachbargemeinden Grignols im Nordwesten und Norden, Jaure im Norden und Nordosten, Bourrou im Nordosten und Osten, Douville im Osten und Südosten, Montagnac-la-Crempse im Süden, Beleymas und Saint-Hilaire-d’Estissac im Südwesten sowie Saint-Jean-d’Estissac im Westen.

## Bevölkerungsentwicklung
| Jahr                       | 1962 | 1968 | 1975 | 1982 | 1990 | 1999 | 2012 | 2019 |
| 815                        | 799  | 841  | 823  | 813  | 822  | 883  | 871  | 906  |
| Quellen: Cassini und INSEE |      |      |      |      |      |      |      |      |

## Sehenswürdigkeiten
- Kirche Saint-Pierre-ès-Liens aus dem 18./19. Jahrhundert
- Burg Barrière aus dem 12. Jahrhundert mit Umbauten aus dem 15. Jahrhundert, Monument historique seit 1948

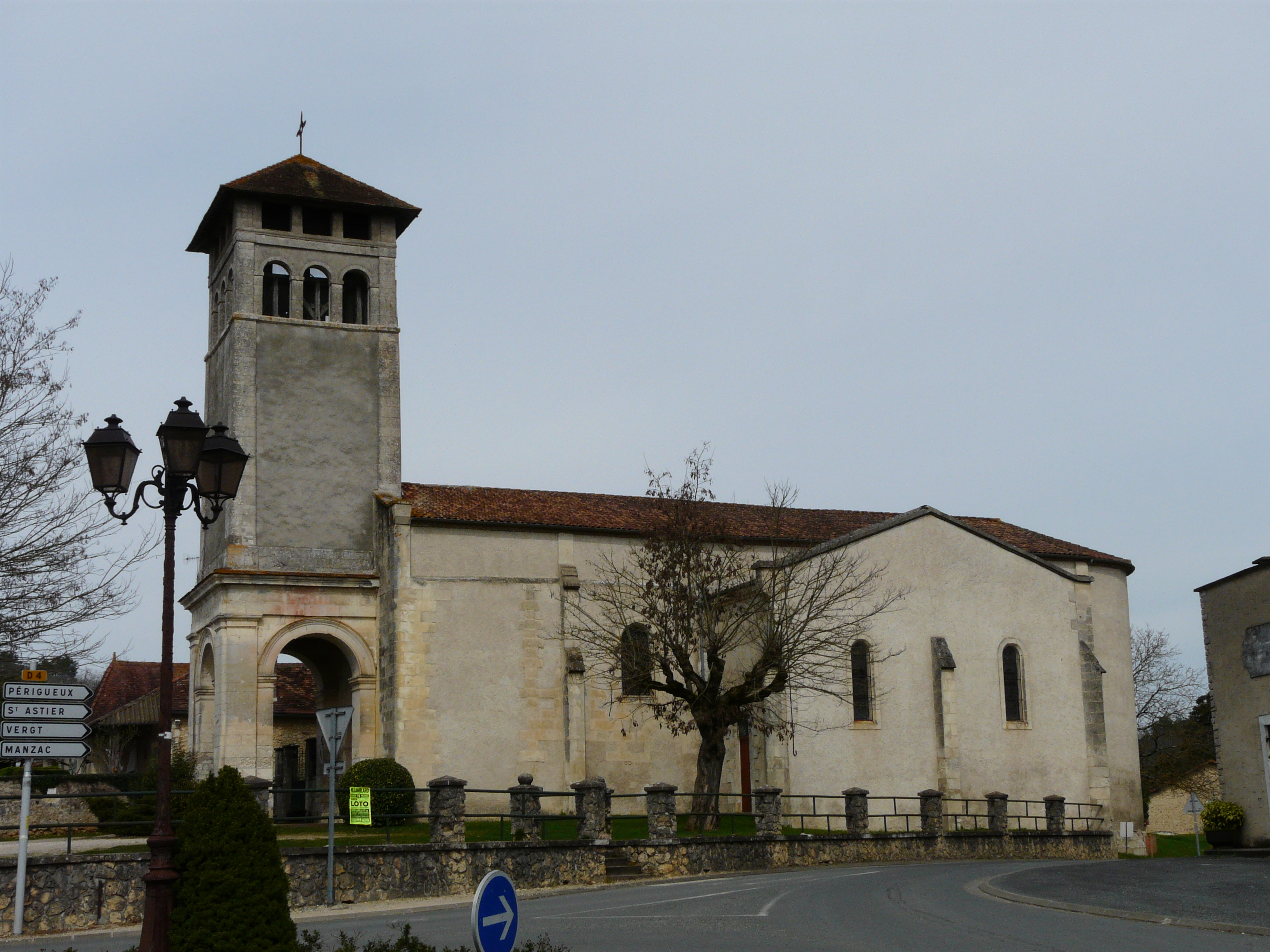
Kirche Saint-Pierre-ès-Liens
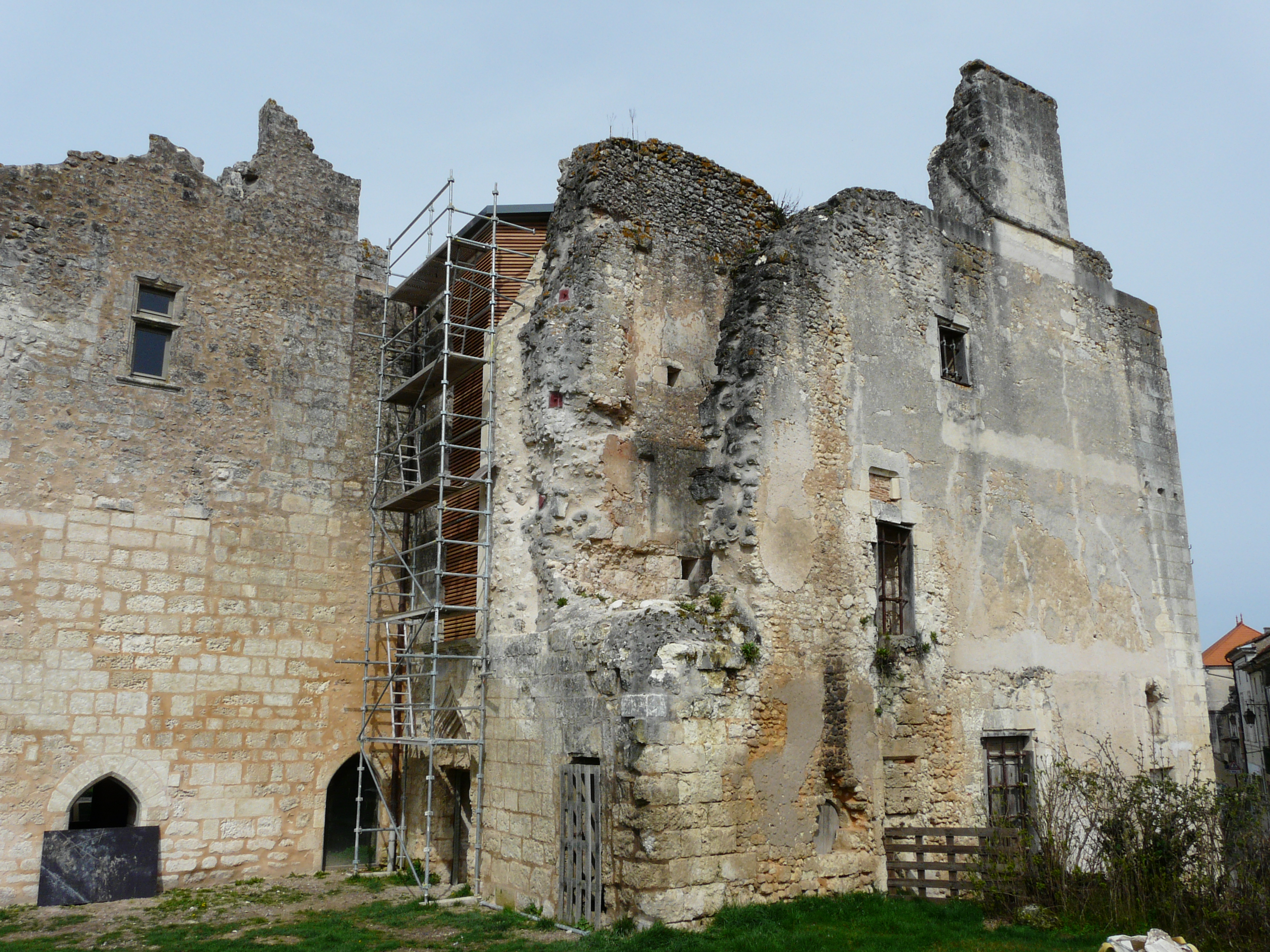
Burg Villamblard

## Gemeindepartnerschaft
Mit der senegalesischen Gemeinde Sokone besteht eine Partnerschaft.

## Persönlichkeiten
- Fernand Renard (1912–1988), französischer Maler, Renard arbeitete in Villamblard, war hier Eigentümer einer Mühle und starb in dem Ort